# Alerta
Se llama alerta al período anterior a la ocurrencia de un desastre, declarado con el fin de tomar precauciones generales, para evitar la existencia de posibles desgracias y/o emergencias, tales como un huracán o erupción volcánica. Es el segundo de los tres posibles estados de conducción que se presentan en la fase de emergencia: prealerta, alerta, alarma.

## Alerta meteorológica
Información de emergencia sobre un fenómeno esperado que se considera peligroso como el tornado, avenida, terremoto, tsunami, huracán.